# Яблоневый (Оренбургская область)
Я́блоневый — посёлок в Бузулукском районе Оренбургской области. Входит в состав Шахматовского сельсовета.

## История
В 1966 году указом Президиума Верховного Совета РСФСР посёлок Шахматовского лесопитомника переименован в Яблоневый.

## Население
| 2003 | 2010 |
| ---- | ---- |
| 128  | ↘88  |

## Улицы
В посёлке имеется одна улица — Яблоневая.